# Jaroslav Netolička
Jaroslav Netolička (* 3. März 1954 in Opava) ist ein ehemaliger tschechischer Fußballspieler und Fußballtrainer.

## Spielerkarriere
Jaroslav Netolička spielte in seiner Jugend für VOKD Paruba. Mit 19 Jahren wechselte der Torhüter zu Dukla Prag, mit dem er dreimal Meister und einmal Pokalsieger wurde. 1983 ging er zu TJ Vítkovice. 1985 wechselte er zum TSV 1860 München in die Bayernliga, nach einem Jahr kehrte er nach Vítkovice zurück. 1988 ging er erneut ins Ausland, diesmal zum belgischen Zweitligisten Sporting Hasselt. 1989/90 stand er im Kader von TJ ŽD Bohumín und ging nach dieser Saison für drei Jahre nach Malaysia, wo er für Sabah Rhinos spielte. 1993/94 stand er im Kader von Slavoj Kovkor Bruntál, war aber auch schon als Manager und Trainer tätig.
Für die Tschechoslowakische Fußballnationalmannschaft machte Netolička 15 Spiele, in denen er zehn Tore kassierte. Er nahm an der Europameisterschaft 1980 teil, bei der die Tschechoslowakei Dritter wurde. Das Spiel um Platz 3 wurde im Elfmeterschießen entschieden. Netolička war dabei der erste Torhüter, der bei einem großen internationalen Turnier einen Elfmeter im Elfmeterschießen parierte. Bei den Olympischen Spielen 1980 in Moskau gewann Netolička mit der Tschechoslowakei die Goldmedaille.

## Trainerkarriere
Seine Trainerlaufbahn begann Netolička in der Spielzeit 1993/94 bei Slavoj Kovkor Bruntál in der 3. Liga. Anschließend war er Generalmanager des FC Karviná. 1996/97 übernahm er in der Rückrunde das Traineramt und kehrte zur neuen Saison 1997/98 wieder in das Manageramt zurück. 1998/99 saß er wieder auf der Trainerbank, wurde aber kurz nach Saisonstart entlassen.
Die Saison 1999/00 begann er beim Viertligisten Rapid Muglinov, wechselte aber bald zu Biocel Vratimov in die 3. Liga. Während der Saison 2001/02 ging er zum Ligakonkurrenten FK VP Frýdek-Místek. 2003/04 unterschrieb er beim damaligen Zweitligisten FC Vysočina Jihlava, blieb aber nur ein Jahr. 2005/06 trainierte Netolička den Viertligisten SK Dětmarovice. Über weitere Trainerstationen ist nichts bekannt.
Stationen:
- 1993/94 Slavoj Kovkor Bruntál
- 1994/95 unbekannt
- 1995/96 Generalmanager FC Karviná
- 1996/97 FC Karviná (16. – 30. Spieltag)
- 1997/98 Generalmanager FC Karviná
- 1998/99 FC Karviná (1. – 6. Spieltag)
- 1999/00 Rapid Muglinov; FC Biocel Vratimov
- 2000/01 FC Biocel Vratimov
- 2001/02 FC Biocel Vratimov; FK VP Frýdek-Místek
- 2002/03 FK VP Frýdek-Místek
- 2003/04 FC Vysočina Jihlava
- 2004/05 unbekannt
- 2005/06 SK Dětmarovice